# Потюкаев, Михаил Алексеевич
Михаил Алексеевич Потюка́ев  (15 июля 1913, Баку — 1973) — советский нефтяник.

## Образование
1936 — Восточный нефтяной техникум, сейчас Ишимбайский нефтяной колледж
1956 — Академия нефтяной промышленности
1960 — Всесоюзный заочный политехнический институт
(Источник: ИЭ)

## Биография
Родился в ноябре 1913 года в Баку (ныне Азербайджан).
Его дед, Александр Иванович Потюкаев, до революции закончил профессионально училище Нобеля, получив специальность мастера по производству буровых долот. Работал на нефтяных промыслах Азербайджана. В советское время с группой специалистов был переведен в Башкирию, где руководил предприятием по добыче нефти, участвуя в развитии «Второго Баку».
Служил в РККА на Дальнем Востоке, участвовал в боях на Халхин-Голе.
Место работы: с 1939 года нач. буровой, с 1940 года — нач. отдела, с 1941 года — гл. инженер конторы бурения треста «Ишимбайнефть», с 1942 года — директор конторы бурения № 1 треста «Туймазанефть», с 1949 года — управляющий трестом «Башзападнефтеразведка». С октября 1950 года работал в Восточной Сибири управляющим трестом «Минусиннефтегазразведка». Карьеру закончил руководителем нефтегазового комплекса Украины.

## Семья
- Жена — Потюкаев Клавдия Михайловна
- Сын — Потюкаев Вячеслав Михайлович, окончил в 1963 году Харьковский университет, работал на газоконденсатном месторождении — Шебелинское. Затем работал на нефтедобывающих предприятиях на Украине, в тресте «Харьковнефтегазразведка», занимался нефтяными месторождениями. Работал инспектором в Алжире, работал в Министерстве газовой промышленности СССР, потом — в «Газпроме», в организации «РуссНефть».
- Сын — Потюкаев Евгений (1946—2007)
- Сын — Потюкаев Алексей

## Награды и звания
- Сталинская премия третьей степени (1950) — за разработку и осуществление скоростных методов бурения нефтяных скважин
- орден Ленина (1948).